# Coupe de l'EHF féminine 2017-2018
Navigation
Coupe de l'EHF 2016-2017 Coupe de l'EHF 2018-2019
La coupe de l'EHF 2017-2018 est la trente-septième édition de la coupe de l'EHF féminine, compétition de handball créée en 1981 et organisée par l'EHF et considérée comme le deuxième échelon européen.
Elle est remportée par le club roumain du SCM Craiova, vainqueur en finale du club norvégien du Vipers Kristiansand.

## Tours préliminaires

### Premier tour
| Date aller        | Club                   | Aller   | Total   | Retour  | Club              | Date retour       |
| ----------------- | ---------------------- | ------- | ------- | ------- | ----------------- | ----------------- |
| 8 septembre 2017  | CSM Roman              | 40 – 15 | 82 – 34 | 42 – 19 | HZRK Grude        | 9 septembre 2017  |
| 9 septembre 2017  | KHF Prishtina          | 11 – 34 | 26 – 66 | 15 – 32 | LC Brühl Handball | 10 septembre 2017 |
| 9 septembre 2017  | Váci NKSE              | 46 – 17 | 90 – 35 | 44 – 18 | H.C. Holon        | 10 septembre 2017 |
| 9 septembre 2017  | Zagłębie Lubin         | 37 – 24 | 80 – 47 | 43 – 23 | LK Zug Handball   | 10 septembre 2017 |
| 9 septembre 2017  | Kram Start Elblag      | 29 – 34 | 47 – 62 | 18 – 28 | Byåsen Trondheim  | 10 septembre 2017 |
| 9 septembre 2017  | HSG Blomberg-Lippe     | 46 – 19 | 88 – 35 | 42 – 16 | HB Saint-Trond    | 17 septembre 2017 |
| 9 septembre 2017  | BM Bera Bera           | 26 – 25 | 57 – 48 | 31 – 23 | Colégio de Gaia   | 16 septembre 2017 |
| 10 septembre 2017 | SC Galytchanka Lviv    | 26 – 22 | 46 – 52 | 20 – 30 | SV Dalfsen        | 16 septembre 2017 |
| 15 septembre 2017 | Medicinar Šabac        | 34 – 33 | 63 – 61 | 29 – 28 | SS/VOC Amsterdam  | 16 septembre 2017 |
| 16 septembre 2017 | DHC Slavia Prague      | 24 – 25 | 48 – 49 | 24 – 24 | BNTU Minsk        | 17 septembre 2017 |
| 16 septembre 2017 | Silkeborg-Voel KFUM    | 44 – 12 | 80 – 20 | 36 – 8  | AC Latsia Nicosie | 17 septembre 2017 |
| 16 septembre 2017 | CDB Dijon              | 27 – 18 | 51 – 40 | 24 – 22 | Jomi Salerno      | 17 septembre 2017 |
| 16 septembre 2017 | Ankara Yenimahalle BSK | 31 – 24 | 61 – 46 | 30 – 22 | OF Néa Ionía      | 17 septembre 2017 |
| 16 septembre 2017 | NUR Mongechavir        | 24 – 24 | 53 – 51 | 29 – 27 | Lugi HF           | 17 septembre 2017 |

### Deuxième tour

#### Équipes qualifiées
Outre les équipes qualifiées du premier tour, sont qualifiées les équipes exemptées du premier tour :
- DHK Baník Most
- Copenhague Handball
- Viborg HK
- ES Besançon
- Issy Paris Hand
- Buxtehuder SV
- TuS Metzingen
- Dunaferr NK
- Debreceni VSC
- Glassverket IF
- Tertnes Bergen
- HC Dunărea Brăila
- HC Zalău
- HC Astrakhanochka
- Kouban Krasnodar
- Zvezda Zvenigorod

et les équipes éliminées des qualifications de la Ligue des champions :
- Kastamonu Bld. GSK, 4e du tournoi de qualification 1
- Mecalia Atlético Guardés, 4e du tournoi de qualification 2

#### Résultats
| Date aller      | Club                | Aller   | Total    | Retour  | Club                     | Date retour     |
| --------------- | ------------------- | ------- | -------- | ------- | ------------------------ | --------------- |
| 14 octobre 2017 | HC Astrakhanochka   | 28 – 25 | 61 – 55  | 33 – 30 | Mecalia Atlético Guardés | 15 octobre 2017 |
| 14 octobre 2017 | Medicinar Šabac     | 23 – 33 | 45 – 68  | 22 – 35 | Kouban Krasnodar         | 15 octobre 2017 |
| 14 octobre 2017 | Kastamonu Bld. GSK  | 35 – 35 | 59 – 57  | 24 – 22 | BM Bera Bera             | 15 octobre 2017 |
| 14 octobre 2017 | NUR Mongechavir     | 21 – 38 | 36 – 81  | 15 – 43 | Viborg HK                | 15 octobre 2017 |
| 14 octobre 2017 | SV Dalfsen          | 28 – 32 | 48 – 60  | 20 – 28 | DHK Baník Most           | 21 octobre 2017 |
| 14 octobre 2017 | CDB Dijon           | 23 – 32 | 50 – 60  | 27 – 28 | Copenhague Handball      | 21 octobre 2017 |
| 14 octobre 2017 | Silkeborg-Voel KFUM | 27 – 26 | 50 – 54  | 23 – 28 | ES Besançon              | 21 octobre 2017 |
| 14 octobre 2017 | Buxtehuder SV       | 33 – 26 | 55 – 55  | 22 – 29 | Váci NKSE                | 21 octobre 2017 |
| 14 octobre 2017 | TuS Metzingen       | 32 – 24 | 60 – 51  | 28 – 27 | HSG Blomberg-Lippe       | 21 octobre 2017 |
| 14 octobre 2017 | HC Zalău            | 26 – 21 | 60 – 50  | 34 – 29 | Ankara Yenimahalle BSK   | 22 octobre 2017 |
| 14 octobre 2017 | Debreceni VSC       | 31 – 24 | 56 – 51  | 25 – 27 | CSM Roman                | 22 octobre 2017 |
| 14 octobre 2017 | Zagłębie Lubin      | 25 – 23 | 45 – 49  | 20 – 26 | Dunaferr NK              | 22 octobre 2017 |
| 15 octobre 2017 | Glassverket IF      | 17 – 26 | 39 – 49  | 22 – 23 | Issy Paris Hand          | 21 octobre 2017 |
| 15 octobre 2017 | Byåsen Trondheim    | 28 – 10 | 48 – 46  | 20 – 28 | HC Dunărea Brăila        | 22 octobre 2017 |
| 21 octobre 2017 | LC Brühl Handball   | 25 – 29 | 53 – 53* | 28 – 24 | Zvezda Zvenigorod        | 22 octobre 2017 |
| 21 octobre 2017 | BNTU Minsk          | 26 – 23 | 52* – 52 | 26 – 29 | Tertnes Bergen           | 22 octobre 2017 |

* Qualifié selon la règle du nombre de buts marqués à l'extérieur.

### Troisième tour

#### Équipes qualifiées
Outre les équipes qualifiées du deuxième tour, sont qualifiées :
- les équipes exemptées du deuxième tour :
  -  Randers HK
  -  Érdi VSE
  -  SCM Craiova
  -  HC Lada
- les équipes éliminées des qualifications de la Ligue des champions
  -  Podravka Vegeta, 2e du tournoi 1
  -  HC Homiel, 3e du tournoi 1
  -  H 65 Höör, 2e du tournoi 2
  -  Hypo Niederösterreich, 3e du tournoi 2

#### Résultats
| Date aller       | Club                  | Aller   | Total   | Retour  | Club               | Date retour      |
| ---------------- | --------------------- | ------- | ------- | ------- | ------------------ | ---------------- |
| 10 novembre 2017 | Hypo Niederösterreich | 22 – 30 | 43 – 59 | 21 – 29 | HC Zalău           | 18 novembre 2017 |
| 11 novembre 2017 | Viborg HK             | 32 – 17 | 52 – 38 | 20 – 21 | Podravka Vegeta    | 18 novembre 2017 |
| 11 novembre 2017 | HC Lada               | 30 – 22 | 66 – 52 | 36 – 32 | ES Besançon        | 18 novembre 2017 |
| 11 novembre 2017 | Copenhague Handball   | 22 – 21 | 45 – 41 | 23 – 20 | Dunaferr NK        | 18 novembre 2017 |
| 11 novembre 2017 | Érdi VSE              | 31 – 21 | 51 – 52 | 20 – 31 | Issy Paris Hand    | 18 novembre 2017 |
| 11 novembre 2017 | HC Astrakhanochka     | 29 – 27 | 58 – 60 | 29 – 33 | Kouban Krasnodar   | 19 novembre 2017 |
| 11 novembre 2017 | BNTU Minsk            | 23 – 22 | 46 – 48 | 23 – 26 | Randers HK         | 19 novembre 2017 |
| 11 novembre 2017 | SCM Craiova           | 24 – 19 | 48 – 45 | 24 – 26 | Debreceni VSC      | 19 novembre 2017 |
| 12 novembre 2017 | Byåsen Trondheim      | 32 – 28 | 59 – 50 | 27 – 22 | HC Homiel          | 18 novembre 2017 |
| 12 novembre 2017 | Váci NKSE             | 24 – 26 | 53 – 62 | 29 – 36 | Kastamonu Bld. GSK | 19 novembre 2017 |
| 12 novembre 2017 | H 65 Höör             | 24 – 24 | 53 – 52 | 29 – 28 | TuS Metzingen      | 18 novembre 2017 |
| 12 novembre 2017 | Zvezda Zvenigorod     | 31 – 28 | 53 – 61 | 22 – 33 | DHK Baník Most     | 19 novembre 2017 |

## Phase de groupes
Outre les équipes qualifiées du deuxième tour, sont qualifiées les équipes éliminées du tour préliminaire de la Ligue des champions :
- Vistal Gdynia, 4e du Groupe A
- Brest Bretagne Handball, 4e du Groupe B
- Larvik HK, 4e du Groupe C
- Vipers Kristiansand, 4e du Groupe D

### Groupe A
|   | Équipe                  | Pts | J | G | N | P | Bp  | Bc  | Diff |  | Résultats (dom.\ext.)   |       |       |       |       |
| - | ----------------------- | --- | - | - | - | - | --- | --- | ---- |  | ----------------------- | ----- | ----- | ----- | ----- |
| 1 | Brest Bretagne Handball | 8   | 6 | 4 | 0 | 2 | 139 | 117 | 22   |  | Brest Bretagne Handball |       | 23-15 | 25-22 | 30-16 |
| 2 | SCM Craiova             | 8   | 6 | 4 | 0 | 2 | 146 | 134 | 12   |  | SCM Craiova             | 16-15 | 23-17 |       | 30-24 |
| 3 | Kouban                  | 6   | 6 | 3 | 0 | 3 | 141 | 155 | -14  |  | Kouban                  | 22-28 | 28-21 | 28-26 |       |
| 4 | Randers HK              | 2   | 6 | 1 | 0 | 5 | 124 | 144 | -20  |  | Randers HK              | 26-18 |       | 25-29 | 20-23 |

### Groupe B
|   | Équipe              | Pts | J | G | N | P | Bp  | Bc  | Diff |  | Résultats (dom.\ext.) |       |       |       |       |
| - | ------------------- | --- | - | - | - | - | --- | --- | ---- |  | --------------------- | ----- | ----- | ----- | ----- |
| 1 | HC Lada             | 10  | 6 | 5 | 0 | 1 | 160 | 147 | 13   |  | HC Lada               | 29-24 |       | 25-24 | 27-24 |
| 2 | Vipers Kristiansand | 6   | 6 | 3 | 0 | 3 | 156 | 150 | 6    |  | Vipers Kristiansand   |       | 30-21 | 22-23 | 30-23 |
| 3 | Issy Paris Hand     | 5   | 6 | 2 | 1 | 3 | 146 | 156 | -10  |  | Issy Paris Hand       | 24-25 | 17-27 |       | 28-28 |
| 4 | Copenhague HB       | 3   | 6 | 1 | 1 | 4 | 152 | 171 | -19  |  | Copenhague HB         | 30-25 | 28-31 | 29-30 |       |

### Groupe C
|   | Équipe             | Pts | J | G | N | P | Bp  | Bc  | Diff |  | Résultats (dom.\ext.) |       |       |       |       |
| - | ------------------ | --- | - | - | - | - | --- | --- | ---- |  | --------------------- | ----- | ----- | ----- | ----- |
| 1 | Kastamonu Bld. GSK | 10  | 6 | 5 | 0 | 1 | 165 | 146 | 19   |  | Kastamonu Bld. GSK    | 28-25 | 28-15 | 30-28 |       |
| 2 | Viborg HK          | 8   | 6 | 4 | 0 | 2 | 157 | 148 | 9    |  | Viborg HK             | 28-25 |       | 29-26 | 26-28 |
| 3 | Byåsen Trondheim   | 6   | 6 | 3 | 0 | 3 | 166 | 152 | 14   |  | Byåsen Trondheim      | 41-19 | 21-28 |       | 26-24 |
| 4 | Vistal Gdynia      | 0   | 6 | 0 | 0 | 6 | 137 | 179 | -42  |  | Vistal Gdynia         |       | 21-32 | 22-24 | 26-27 |

### Groupe D
|   | Équipe         | Pts | J | G | N | P | Bp  | Bc  | Diff |  | Résultats (dom.\ext.) |       |       |       |       |
| - | -------------- | --- | - | - | - | - | --- | --- | ---- |  | --------------------- | ----- | ----- | ----- | ----- |
| 1 | Larvik HK      | 9   | 6 | 4 | 1 | 1 | 166 | 146 | 20   |  | Larvik HK             |       | 34-23 | 28-23 | 34-29 |
| 2 | HC Zalău       | 8   | 6 | 4 | 0 | 2 | 147 | 151 | -4   |  | HC Zalău              | 25-22 | 24-21 |       | 31-28 |
| 3 | H 65 Höör      | 6   | 6 | 3 | 0 | 3 | 158 | 150 | 8    |  | H 65 Höör             | 25-27 |       | 30-19 | 28-27 |
| 4 | DHK Baník Most | 1   | 6 | 0 | 1 | 5 | 151 | 165 | -14  |  | DHK Baník Most        | 21-21 | 19-31 | 22-25 |       |

## Phase finale
|  | Quarts de finale        | Quarts de finale        | Quarts de finale    | Quarts de finale    |                     |                     | Demi-finales       | Demi-finales       | Demi-finales       | Demi-finales       |  |  | Finale           | Finale           | Finale           | Finale           |
|  |                         |                         |                     |                     |                     |                     |                    |                    |                    |                    |  |  |                  |                  |                  |                  |
|  | 3 et 10 mars 2018       | 3 et 10 mars 2018       | 3 et 10 mars 2018   | 3 et 10 mars 2018   |                     |                     | 7 et 14 avril 2018 | 7 et 14 avril 2018 | 7 et 14 avril 2018 | 7 et 14 avril 2018 |  |  | 5 et 11 mai 2018 | 5 et 11 mai 2018 | 5 et 11 mai 2018 | 5 et 11 mai 2018 |
|  | 3 et 10 mars 2018       | 3 et 10 mars 2018       | 3 et 10 mars 2018   | 3 et 10 mars 2018   |                     |                     | 7 et 14 avril 2018 | 7 et 14 avril 2018 | 7 et 14 avril 2018 | 7 et 14 avril 2018 |  |  | 5 et 11 mai 2018 | 5 et 11 mai 2018 | 5 et 11 mai 2018 | 5 et 11 mai 2018 |
|  | Viborg HK               | Viborg HK               | 28                  | 27                  |                     |                     | 7 et 14 avril 2018 | 7 et 14 avril 2018 | 7 et 14 avril 2018 | 7 et 14 avril 2018 |  |  | 5 et 11 mai 2018 | 5 et 11 mai 2018 | 5 et 11 mai 2018 | 5 et 11 mai 2018 |
|  | Viborg HK               | Viborg HK               | 28                  | 27                  |                     |                     | 7 et 14 avril 2018 | 7 et 14 avril 2018 | 7 et 14 avril 2018 | 7 et 14 avril 2018 |  |  | 5 et 11 mai 2018 | 5 et 11 mai 2018 | 5 et 11 mai 2018 | 5 et 11 mai 2018 |
|  | Larvik HK               | Larvik HK               | 21                  | 26                  |                     |                     | 7 et 14 avril 2018 | 7 et 14 avril 2018 | 7 et 14 avril 2018 | 7 et 14 avril 2018 |  |  | 5 et 11 mai 2018 | 5 et 11 mai 2018 | 5 et 11 mai 2018 | 5 et 11 mai 2018 |
|  | Larvik HK               | Larvik HK               | 21                  | 26                  | Viborg HK           | Viborg HK           | 34                 | 23                 |                    |                    |  |  | 5 et 11 mai 2018 | 5 et 11 mai 2018 | 5 et 11 mai 2018 | 5 et 11 mai 2018 |
|  | 3 et 10 mars 2018       |                         |                     |                     | Viborg HK           | Viborg HK           | 34                 | 23                 |                    |                    |  |  | 5 et 11 mai 2018 | 5 et 11 mai 2018 | 5 et 11 mai 2018 | 5 et 11 mai 2018 |
|  |                         |                         | Vipers Kristiansand | Vipers Kristiansand | 31                  | 29                  |                    |                    |                    |                    |  |  | 5 et 11 mai 2018 | 5 et 11 mai 2018 | 5 et 11 mai 2018 | 5 et 11 mai 2018 |
|  | Vipers Kristiansand     | Vipers Kristiansand     | Vipers Kristiansand | Vipers Kristiansand | 31                  | 29                  | 26                 | 29                 |                    |                    |  |  | 5 et 11 mai 2018 | 5 et 11 mai 2018 | 5 et 11 mai 2018 | 5 et 11 mai 2018 |
|  | Vipers Kristiansand     | Vipers Kristiansand     | 7 et 14 avril 2018  |                     |                     |                     | 26                 | 29                 |                    |                    |  |  | 5 et 11 mai 2018 | 5 et 11 mai 2018 | 5 et 11 mai 2018 | 5 et 11 mai 2018 |
|  | Brest Bretagne Handball | Brest Bretagne Handball | 17                  | 34                  |                     |                     |                    |                    |                    |                    |  |  | 5 et 11 mai 2018 | 5 et 11 mai 2018 | 5 et 11 mai 2018 | 5 et 11 mai 2018 |
|  | Brest Bretagne Handball | Brest Bretagne Handball | 17                  | 34                  | Vipers Kristiansand | Vipers Kristiansand | 26                 | 25                 |                    |                    |  |  |                  |                  |                  |                  |
|  | 3 et 11 mars 2018       |                         |                     |                     | Vipers Kristiansand | Vipers Kristiansand | 26                 | 25                 |                    |                    |  |  |                  |                  |                  |                  |
|  |                         |                         | SCM Craiova         | SCM Craiova         | 22                  | 30                  |                    |                    |                    |                    |  |  |                  |                  |                  |                  |
|  | HC Zalău                | HC Zalău                | SCM Craiova         | SCM Craiova         | 22                  | 30                  | 29                 | 24                 |                    |                    |  |  |                  |                  |                  |                  |
|  | HC Zalău                | HC Zalău                |                     |                     |                     |                     |                    |                    |                    |                    |  |  |                  |                  |                  |                  |
|  | Kastamonu Bld. GSK      | Kastamonu Bld. GSK      | 28                  | 27                  |                     |                     |                    |                    |                    |                    |  |  |                  |                  |                  |                  |
|  | Kastamonu Bld. GSK      | Kastamonu Bld. GSK      | 28                  | 27                  | Kastamonu Bld. GSK  | Kastamonu Bld. GSK  | 22                 | 18                 |                    |                    |  |  |                  |                  |                  |                  |
|  | 3 et 10 mars 2018       |                         |                     |                     | Kastamonu Bld. GSK  | Kastamonu Bld. GSK  | 22                 | 18                 |                    |                    |  |  |                  |                  |                  |                  |
|  |                         |                         | SCM Craiova         | SCM Craiova         | 23                  | 18                  |                    |                    |                    |                    |  |  |                  |                  |                  |                  |
|  | SCM Craiova             | SCM Craiova             | SCM Craiova         | SCM Craiova         | 23                  | 18                  | 23                 | 26                 |                    |                    |  |  |                  |                  |                  |                  |
|  | SCM Craiova             | SCM Craiova             |                     |                     |                     |                     |                    | 26                 |                    |                    |  |  |                  |                  |                  |                  |
|  | HC Lada                 | HC Lada                 | 25                  | 23                  |                     |                     |                    |                    |                    |                    |  |  |                  |                  |                  |                  |
|  | HC Lada                 | HC Lada                 | 25                  | 23                  |                     |                     |                    |                    |                    |                    |  |  |                  |                  |                  |                  |
|  |                         |                         |                     |                     |                     |                     |                    |                    |                    |                    |  |  |                  |                  |                  |                  |

### Quarts de finale
| Date aller  | Club                | Aller   | Total   | Retour  | Club                    | Date retour  |
| ----------- | ------------------- | ------- | ------- | ------- | ----------------------- | ------------ |
| 3 mars 2018 | HC Zalău            | 29 – 28 | 53 – 55 | 24 – 27 | Kastamonu Bld. GSK      | 11 mars 2018 |
| 3 mars 2018 | SCM Craiova         | 23 – 25 | 49 – 48 | 26 – 23 | HC Lada                 | 10 mars 2018 |
| 3 mars 2018 | Viborg HK           | 28 – 21 | 55 – 47 | 27 – 26 | Larvik HK               | 10 mars 2018 |
| 3 mars 2018 | Vipers Kristiansand | 26 – 17 | 55 – 51 | 29 – 34 | Brest Bretagne Handball | 10 mars 2018 |

### Demi-finales
| Date aller   | Club               | Aller   | Total   | Retour  | Club                | Date retour   |
| ------------ | ------------------ | ------- | ------- | ------- | ------------------- | ------------- |
| 7 avril 2018 | Kastamonu Bld. GSK | 22 – 23 | 40 – 41 | 18 – 18 | SCM Craiova         | 14 avril 2018 |
| 7 avril 2018 | Viborg HK          | 34 – 31 | 57 – 60 | 23 – 29 | Vipers Kristiansand | 14 avril 2018 |

### Finale
| Date aller | Club                | Aller   | Total   | Retour  | Club        | Date retour |
| ---------- | ------------------- | ------- | ------- | ------- | ----------- | ----------- |
| 5 mai 2018 | Vipers Kristiansand | 26 – 22 | 51 – 52 | 25 – 30 | SCM Craiova | 11 mai 2018 |

## Les championnes d'Europe
| Championne d'Europe - Coupe d'Europe de l'EHF 2017-2018 SCM Craiova 1er titre |

## Statistiques
| Rang | Nom                           | Équipe              | Buts |
| ---- | ----------------------------- | ------------------- | ---- |
| 1    | Linn Jørum Sulland            | Vipers Kristiansand | 78   |
| 2    | Florina Cristina Florianu     | SCM Craiova         | 69   |
| 3    | Ann Grete Nørgaard Østerballe | Viborg HK           | 65   |